# Pteronotus personatus
Pteronotus personatus (Wagner, 1843) è un pipistrello della famiglia  diffuso in America centrale e meridionale.

## Descrizione

### Dimensioni
Pipistrello di piccole dimensioni, con la lunghezza della testa e del corpo tra 43 e 55 mm, la lunghezza dell'avambraccio tra 42 e 48 mm, la lunghezza della coda tra 15 e 20 mm, la lunghezza del piede tra 9 e 12 mm, la lunghezza delle orecchie tra 14 e 18 mm e un peso fino a 10 g.

### Aspetto
La pelliccia è corta. Le parti dorsali variano dal bruno-grigiastro al fulvo ocraceo, mentre le parti ventrali sono giallo-brunastre chiare. Il muso è corto ed appuntito, con dei lunghi peli sui lati del muso e una piccola piega cutanea sopra le narici. Le labbra sono rigonfie, quella inferiore è ricoperta di grosse papille verrucose. Gli occhi sono molto piccoli. Le orecchie sono strette, appuntite e separate tra loro, con il bordo anteriore che si proietta in avanti fino sul muso e l'antitrago basso che si estende fino all'angolo posteriore della bocca. Il trago è lungo circa un terzo del padiglione auricolare. Le ali sono attaccate posteriormente lungo la parte interna della tibia in prossimità del calcar, il quale è molto lungo. La coda è lunga e fuoriesce per circa la metà sulla superficie dorsale dell'ampio uropatagio. Il cariotipo è 2n=38 FNa=60.

### Ecolocazione
Emette ultrasuoni di breve durata a frequenza modulata iniziale fino a 85 kHz e finale fino a 60&kHz. Oltre alla fondamentale sono spesso presenti tre armoniche.

## Biologia

### Comportamento
Si rifugia in colonie numerose fino a 15.000 individui all'interno di grandi grotte umide insieme ad altri Mormoopidi. L'attività predatoria inizia al tramonto, ed è il primo pipistrello a lasciare i ricoveri.

### Alimentazione
Si nutre di insetti.

### Riproduzione
Danno alla luce un piccolo alla volta da giugno a luglio.

## Distribuzione e habitat
Questa specie è diffusa dagli stati messicani di Sonora e Nuevo León, attraverso l'America centrale fino alla Bolivia settentrionale. È presente anche sull'isola di Trinidad.
Vive foreste sempreverdi e foreste tropicali decidue secche fino a 1.000 metri di altitudine.

## Tassonomia
Sono state riconosciute 2 sottospecie:
- P.p.personatus: Honduras orientale, Nicaragua, Costa Rica, Panama, Colombia settentrionale e centrale; Venezuela, Guyana e Suriname settentrionali, Ecuador orientale, Perù, Bolivia settentrionale, stati brasiliani di Amazonas, Amapá, Mato Grosso, Pará, Paraíba e Roraima; isola di Trinidad.
- P.p.psilotis (Dobson, 1878): Dagli stati messicani di Sonora ad ovest e Nuevo León ad est, attraverso il Belize, Guatemala ed El Salvador fino all'Honduras occidentale;

## Conservazione
La IUCN Red List, considerato il vasto areale, la popolazione presumibilmente numerosa e la presenza in diverse aree protette, classifica P.personatus come specie a rischio minimo (Least Concern)).